# Abraham (ormiański współpatriarcha Jerozolimy)
Abraham (ur. ?, zm. ?) – w latach 1479–1485 ormiański współpatriarcha Jerozolimy